# Ramphotyphlops marxi
Ramphotyphlops marxi är en ormart som beskrevs av Wallach 1993. Ramphotyphlops marxi ingår i släktet Ramphotyphlops och familjen maskormar. Inga underarter finns listade i Catalogue of Life.
Arten är endast känd från nordvästra delen av ön Samar som ingår i Filippinerna. Habitatet utgörs antagligen av skogar eller av andra regioner med träd.
Fram till 2007 hittades bara ett exemplar. IUCN listar Ramphotyphlops marxi med kunskapsbrist (DD).